# Heinz Ruhnau

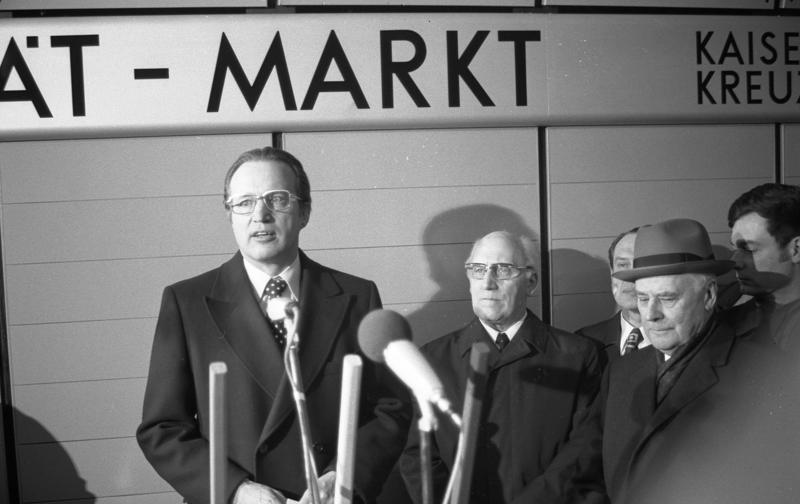
Heinz Ruhnau (1975) bei der Eröffnung der ersten Teilstrecke der Bonner U-Bahn.

Heinz Ruhnau (* 5. März 1929 in Danzig; † 7. Juli 2020 in Bonn) war ein deutscher Gewerkschafter, Politiker der SPD und Manager.

## Leben
Ruhnau war nach einer Lehre zum Elektromaschinenbauer in der Nähe von Bonn seit 1950 mit 21 Jahren der jüngste Betriebsratsvorsitzende der Elektroindustrie in Deutschland. Er absolvierte ein Studium an der Akademie für Gemeinwirtschaft in Hamburg. Ruhnau wechselte 1956 als Tarifsekretär in die Bezirksleitung der IG Metall nach Hamburg und organisierte dort den großen Streik der schleswig-holsteinischen Metallarbeiter für die Lohnfortzahlung im Krankheitsfall. 1959 wurde er Bezirksleiter der IG Metall Küste, nachdem er zuvor persönlicher Referent des IG-Metall-Vorsitzenden Otto Brenner war.
Heinz Ruhnau war von 1966 bis 1974 stellvertretender SPD-Landesvorsitzender in Hamburg. Von 1961 bis 1974 gehörte er der Hamburgischen Bürgerschaft an und war von 1963 bis 1965 Vorsitzender des dortigen Innenausschusses. Vom 15. Dezember 1965 bis 30. September 1973 war Ruhnau als Senator Präses der Hamburger Behörde für Inneres.
1973/74  gehörte er als Arbeitsdirektor der Hamburger co-op-AG-Zentrale an, und von 1974 bis 1982 war er beamteter Staatssekretär im Bundesministerium für Verkehr.
Von 1982 bis 1991 war er Vorstandsvorsitzender der weitgehend im Staatseigentum befindlichen Deutschen Lufthansa AG. In dieser Position trieb er maßgeblich die Expansion des Unternehmens nach Asien, insbesondere nach China und Russland, voran. Von 1991 bis 1996 war er im Aufsichtsrat der Berlin Brandenburg Flughafen Holding GmbH. In dieser Funktion war er maßgeblich an der Entwicklung des neuen Flughafens BBI in Berlin beteiligt sowie an der Ansiedlung der Lufthansa Technik in Berlin-Schönefeld. Seine Vision, den Flughafen BBI in Sperenberg zu bauen, scheiterte an dem Widerspruch von Verkehrsminister Wissmann und dem damaligen Regierenden Bürgermeister Diepgen, beide CDU. Von 1996 bis 2003 war er Aufsichtsratsvorsitzender der Mitteldeutschen Flughafen AG in Leipzig. Er setzte dort eine umfangreiche Modernisierung und den Bau einer neuen südlichen Startbahn parallel zur nördlichen Startbahn durch.
Gemeinsam mit Hans-Jochen Vogel, Helmut Schmidt und Georg Leber gehörte Heinz Ruhnau zu den Mitbegründern des „Godesberger Flügels“ in der SPD, einem Vorgänger des 1974 entstandenen Seeheimer Kreises.
Ruhnau ist ehemaliger Honorarprofessor für Verkehr der Technischen Universität Dresden.
Heinz Ruhnau verstarb am 7. Juli 2020 im Alter von 91 Jahren.

## Auszeichnungen
- 1977: Bundesverdienstkreuz 1. Klasse
- 1980: Großes Bundesverdienstkreuz
- 1989: Großes Bundesverdienstkreuz mit Stern
- 1998: Verdienstorden des Landes Berlin